# Lauge Sandgrav
Lauge Wesenberg Sandgrav (født 16. september 2004) er en dansk professionel fodboldspiller, der spiller som midtbanespiller for den danske Superliga-klub Lyngby Boldklub.

## Karriere
Sandgrav er født og opvokset i Virum og begyndte at spille i Virum-Sorgenfri Boldklub og kom senere til Lyngby Boldklub som 12-årig. Han arbejdede sig op gennem ungdomsrækkerne, inden han som 16-årig fik sin professionelle debut for Lyngby mod SønderjyskE i DBU Pokalen i december 2020 i en alder af 16 år og 3 måneder, hvilket gjorde ham til Lyngbys yngste debutant nogensinde.
Fem måneder senere, i maj 2021, fik han sin debut i den danske Superliga. Her blev han igen klubbens yngste debutant - denne gang i den danske Superliga.

## Eksterne links
- Lauge Sandgrav profil på Soccerway

- Lauge Sandgrav i DBU's Landsholdsdatabase